# Coupe de Russie 2020
Navigation
Édition précédente Édition suivante
La Coupe de Russie est une compétition internationale de patinage artistique qui se déroule en Russie au cours de l'automne. Elle accueille des patineurs amateurs de niveau senior dans quatre catégories: simple messieurs, simple dames, couple artistique et danse sur glace. En 2020 elle s'appelle également Coupe Rostelecom (Rostelecom Cup en anglais).
La vingt-cinquième Coupe de Russie est organisée à la Megasport Arena de Moscou du 20 au 22 novembre 2020. Elle est la troisième compétition du Grand Prix ISU senior de la saison 2020/2021.
En raison de la pandémie de Covid-19, un grand nombre de modifications sont apportées à la structure du Grand Prix. Les concurrents ne comprennent que des patineurs du pays d'origine, ou des patineurs s'entraînant déjà dans le pays hôte, ou des patineurs affectés à cet événement pour des raisons géographiques. Contrairement au Skate America et à la Coupe de Chine, l'événement ne se tient pas à huis clos ; les spectateurs s'installent masqués un siège sur deux.

## Résultats

### Messieurs
| Rang | Nom                 | Pays        | Points | Programme court | Programme court | Programme libre | Programme libre |
| ---- | ------------------- | ----------- | ------ | --------------- | --------------- | --------------- | --------------- |
| 1    | Mikhail Kolyada     | Russie      | 281.89 | 3               | 93.34           | 1               | 188.55          |
| 2    | Moris Kvitelashvili | Géorgie     | 275.80 | 1               | 99.56           | 4               | 176.24          |
| 3    | Petr Gumennik       | Russie      | 268.47 | 2               | 96.26           | 6               | 172.21          |
| 4    | Andrei Mozalev      | Russie      | 266.69 | 6               | 86.01           | 2               | 180.68          |
| 5    | Dmitri Aliev        | Russie      | 265.11 | 5               | 89.62           | 5               | 175.49          |
| 6    | Evgeni Semenenko    | Russie      | 260.78 | 7               | 83.42           | 3               | 177.36          |
| 7    | Makar Ignatov       | Russie      | 260.78 | 4               | 91.82           | 7               | 168.96          |
| 8    | Roman Savosin       | Russie      | 250.07 | 8               | 82.35           | 8               | 167.72          |
| 9    | Ilya Yablokov       | Russie      | 242.52 | 10              | 79.15           | 9               | 163.37          |
| 10   | Vladimir Litvintsev | Azerbaïdjan | 239.79 | 9               | 81.55           | 10              | 158.24          |
| 11   | Artem Kovalev       | Russie      | 212.50 | 11              | 77.67           | 11              | 134.83          |
| 12   | Alexander Lebedev   | Biélorussie | 182.30 | 12              | 62.88           | 12              | 119.42          |

### Dames
| Rang    | Nom                    | Pays        | Points | Programme court | Programme court | Programme libre | Programme libre |
| ------- | ---------------------- | ----------- | ------ | --------------- | --------------- | --------------- | --------------- |
| 1       | Elizaveta Tuktamysheva | Russie      | 223.39 | 2               | 74.70           | 1               | 148.69          |
| 2       | Aliona Kostornaïa      | Russie      | 220.78 | 1               | 78.84           | 2               | 141.94          |
| 3       | Anastasiia Guliakova   | Russie      | 199.03 | 4               | 70.07           | 3               | 128.96          |
| 4       | Alexandra Troussova    | Russie      | 198.93 | 3               | 70.81           | 4               | 128.12          |
| 5       | Elizaveta Nugumanova   | Russie      | 191.52 | 5               | 68.47           | 6               | 123.05          |
| 6       | Eva-Lotta Kiibus       | Estonie     | 186.00 | 9               | 57.88           | 5               | 128.12          |
| 7       | Sofia Samodurova       | Russie      | 184.81 | 6               | 68.01           | 8               | 116.80          |
| 8       | Viktoriia Safonova     | Biélorussie | 184.57 | 7               | 64.25           | 7               | 120.32          |
| 9       | Ekaterina Ryabova      | Azerbaïdjan | 167.85 | 8               | 58.58           | 9               | 109.27          |
| 10      | Alina Urushadze        | Géorgie     | 150.68 | 10              | 55.86           | 10              | 94.82           |
| Abandon | Anastasia Galustyan    | Arménie     |        | 11              | 52.06           |                 |                 |
| Forfait | Anna Chtcherbakova     | Russie      |        |                 |                 |                 |                 |

### Couples
| Rang | Nom                                     | Pays    | Points | Programme court | Programme court | Programme libre | Programme libre |
| ---- | --------------------------------------- | ------- | ------ | --------------- | --------------- | --------------- | --------------- |
| 1    | Aleksandra Boikova / Dmitrii Kozlovskii | Russie  | 232.56 | 2               | 78.29           | 1               | 154.27          |
| 2    | Anastasia Mishina / Aleksandr Galliamov | Russie  | 225.80 | 1               | 79.34           | 2               | 146.46          |
| 3    | Apollinariia Panfilova / Dmitry Rylov   | Russie  | 210.07 | 3               | 73.84           | 3               | 136.23          |
| 4    | Yasmina Kadyrova / Ivan Balchenko       | Russie  | 204.67 | 4               | 70.62           | 4               | 134.05          |
| 5    | Iuliia Artemeva / Mikhail Nazarychev    | Russie  | 200.77 | 5               | 70.11           | 5               | 130.66          |
| 6    | Kseniia Akhanteva / Valerii Kolesov     | Russie  | 176.63 | 6               | 67.50           | 6               | 109.13          |
| 7    | Ioulia Chtchetinina / Márk Magyar       | Hongrie | 163.77 | 7               | 58.60           | 7               | 105.17          |

### Danse sur glace
| Rang | Nom                                    | Pays        | Points | Danse rythmique | Danse rythmique | Danse libre | Danse libre |
| ---- | -------------------------------------- | ----------- | ------ | --------------- | --------------- | ----------- | ----------- |
| 1    | Victoria Sinitsina / Nikita Katsalapov | Russie      | 217.51 | 1               | 91.13           | 1           | 126.38      |
| 2    | Tiffany Zahorski / Jonathan Guerreiro  | Russie      | 206.91 | 2               | 84.46           | 2           | 122.45      |
| 3    | Anastasia Skoptsova / Kirill Aleshin   | Russie      | 199.25 | 3               | 79.75           | 3           | 119.50      |
| 4    | Elizaveta Khudaiberdieva / Egor Bazin  | Russie      | 193.18 | 5               | 76.10           | 4           | 117.08      |
| 5    | Annabelle Morozov / Andrei Bagin       | Russie      | 191.00 | 4               | 76.21           | 5           | 114.79      |
| 6    | Oleksandra Nazarova / Maxim Nikitin    | Ukraine     | 188.25 | 6               | 74.86           | 6           | 113.39      |
| 7    | Allison Reed / Saulius Ambrulevičius   | Lituanie    | 182.56 | 7               | 72.43           | 7           | 110.13      |
| 8    | Anna Yanovskaya / Ádám Lukács          | Hongrie     | 163.65 | 8               | 61.34           | 8           | 102.31      |
| 9    | Ekaterina Mironova / Evgenii Ustenko   | Russie      | 152.14 | 9               | 56.47           | 9           | 95.67       |
| 10   | Viktoria Semenjuk / Ilya Yukhimuk      | Biélorussie | 146.38 | 10              | 56.22           | 10          | 90.16       |

## Source
- Résultats de la Coupe de Russie 2020